# Ängsbacka

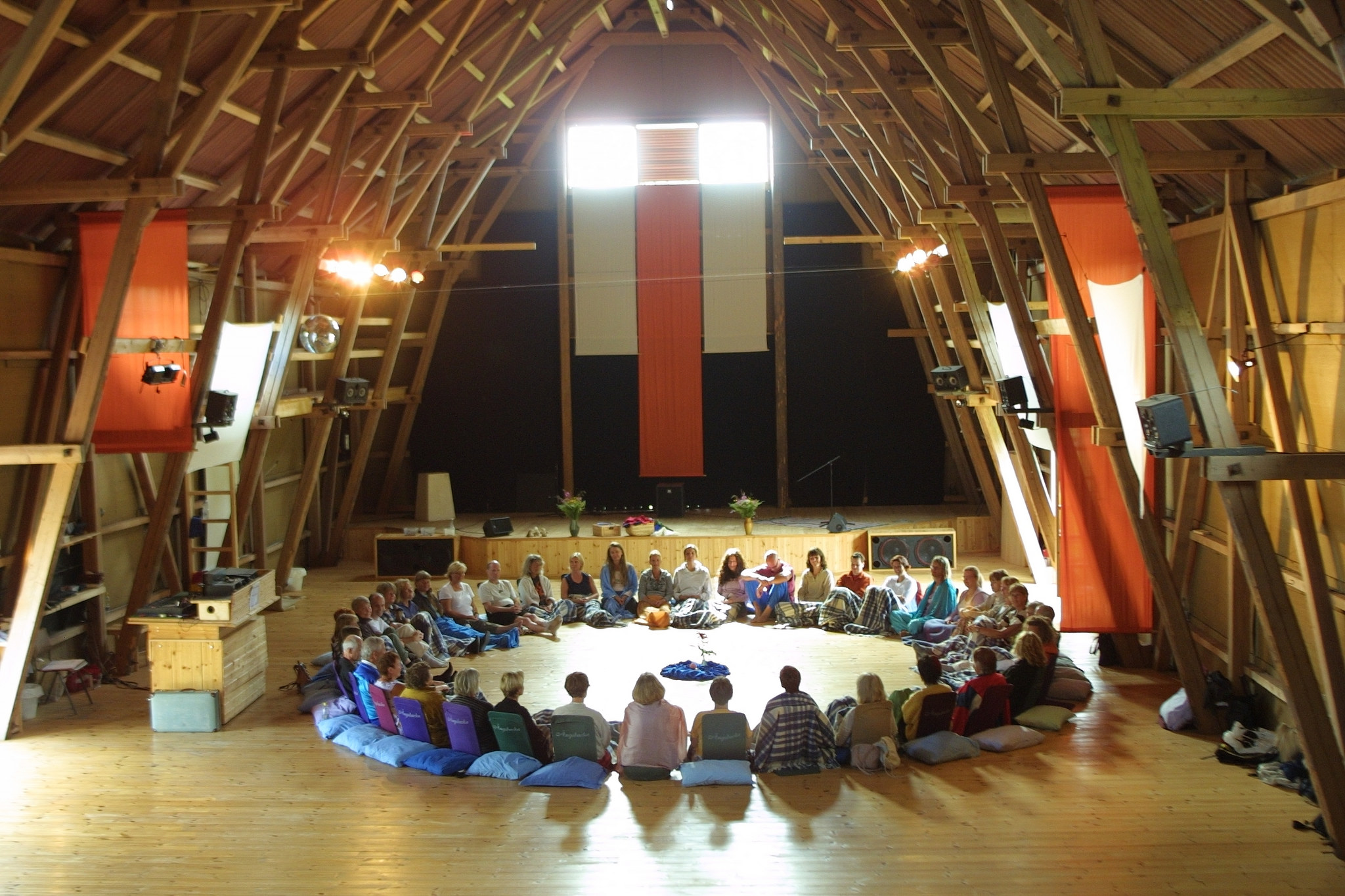
Ett av Ängsbackas föreningsstyrelses möten.

Ängsbacka är en kursgård och en festivalscen vid Molkom, Karlstads kommun. Verksamheten är inriktad mot personlig utveckling och självförverkligande, enligt en riktning som kan betecknas som New Age. Kursgården startade sin verksamhet 1996 och är inrymd i lokaler som tidigare varit ålderdomshem.
Kursgården arrangerar ungefär sju festivaler varje år, de flesta under sommaren. Den största festivalen heter No Mind och lockar runt 1000 personer.
Ängsbacka är en icke vinstdrivande organisation som ägs av sina medlemmar, och till stor del drivs av volontärer. Många av volontärerna, anhängare och medlemmar bor och arbetar i den närliggande trakten och i den närmaste byn, Molkom. 
Ängsbacka räknas som en ekoby och är medlem av the Global Ecovillage Network.
Kurscentret och dess No Mind-festival var fokuset för dokumentären Three miles north of Molkom (2008).

## Utbrott av coronavirus 2021
En tantrafestival i slutet av juli 2021 ledde till ett massivt utbrott av coronavirus där över 100 smittades bland de cirka 500 deltagarna . Utbrottet ledde till norska restriktioner för gränspassering från Värmland och till hård politisk kritik mot kursgårdens ledning.
Utbrottets storlek kopplades till att festivaldeltagarna i stort sett var ovaccinerade. Kursgårdens ledning ville inte uttala sig om sin inställning till coronavaccinering, men stängde ner verksamheten i drygt två månader.